# Ивановский (Амурская область)
Ива́новский — посёлок в Мазановском районе Амурской области России. Административный центр Майского сельсовета.

## География
Посёлок Ивановский расположен в 11 км от правого берега реки Селемджа, на правом берегу реки Некля.
Дорога к посёлкам Майский и Ивановский идёт на запад от автодороги областного значения, соединяющей город Свободный и посёлок Серышево с Селемджинским районом, перекрёсток расположен между селом Новороссийка и селом Норск Селемджинского района.
Расстояние от перекрёстка до районного центра Мазановского района села Новокиевский Увал (через Новороссийку, Абайкан, Угловое, Богословку, Козловку, Таскино, Путятино и Пионерский) — 100 км.

## Население
| 2002 | 2010 | 2012 | 2013 | 2014 | 2015 | 2016 |
| ---- | ---- | ---- | ---- | ---- | ---- | ---- |
| 566  | ↘488 | ↘479 | ↘461 | ↘444 | ↘441 | ↘430 |
| 2017 | 2018 |      |      |      |      |      |
| ↘425 | ↘424 |      |      |      |      |      |

## Улицы
| - ул. Больничная, - ул. Гагарина, - ул. Зелёная, | - ул. Луговая, - ул. Новая, - ул. Советская, | - ул. Солнечная, - ул. Строителей, - пер. Школьный. |